# Regionale Gezondheidsdienst
De Regionale Gezondheidsdienst (RGD) is een Surinaamse instelling voor primaire gezondheidszorg. De RGD beheert rond de vijftig poliklinieken en andere faciliteiten in de kustvlakte.

## Geschiedenis
In de 19e eeuw kwam de term de Burgerlijk Geneeskundige Dienst (BGD) op, waarmee een onderscheid werd gemaakt met de Militaire Geneeskundige Dienst. De Medische Zending deed haar intrede al eerder in Suriname, in de 18e eeuw.
Als opvolger van de BGD werd de RGD rond 1980 opgericht onder de naam Regionaal Geneeskundige Dienst. Aanleiding vormde een internationale conferentie van 6 tot 12 september 1978 over primaire gezondheidszorg waaraan alle leden van de Wereldgezondheidsorganisatie (WHO) deelnamen. Op 1 september 1980 werden onder de RGD alle gouvernementspoliklinieken en gezondheidscentra ondergebracht en exact een jaar later werd de naam gewijzigd in Regionale Gezondheidsdienst. In 1991 werd de rechtsvorm gewijzigd in een stichting.
Rond 2015 werden verschillende nieuwe poliklinieken gebouwd en andere gerenoveerd.

## Poliklinieken
De RGD heeft poliklinieken in het kustgebied, verspreid over de districten:
- Nickerie
- Coronie
- Saramacca
- Paramaribo
- Wanica
- Para
- Commewijne
- Marowijne[7]